# آربوکل (ویرجینیای غربی)
آربوکل (به انگلیسی: Arbuckle) یک منطقهٔ مسکونی در ایالات متحده آمریکا است که در شهرستان ماسون، ویرجینیای غربی واقع شده است. آربوکل ۱۷۸٫۹۲ متر بالاتر از سطح دریا واقع شده است.